# Hagabru Station
Hagabru Station (Hagabru holdeplass) er en tidligere jernbanestation på Randsfjordbanen, der ligger i Ringerike kommune i Norge. Stationen blev åbnet første gang som trinbræt 15. maj 1931 og kaldtes da for Broovergang ved Hagan. Den blev imidlertid nedlagt igen 13. november samme år, men den genopstod 25. januar 1960 som Hagabru 50 meter fra den oprindelige placering. Betjeningen med persontog ophørte 7. januar 2001. Stationen fremgår dog stadig af Jernbaneverkets stationsoversigt, selvom der kun er resterne af en perron tilbage.